# Tashi Gyeltshen
Tashi Gyeltshen (* 1972 in Bhutan) ist ein bhutanischer Filmemacher und Journalist.
Gyeltshen schrieb für die Zeitungen Kuensel und Bhutan Times. Anschließend arbeitete er als Regieassistent bei einer Produktionsfirma in Bangkok. Sein erster Film, der Kurzfilm Girl with a Red Sky von 2009, wurde von UNICEF und dem Youth Development Fund beauftragt. 2010 gewann er mit seinem Film Sem Gi Jurwa den National Film Award Bhutan für das Beste Drehbuch. Sein Film The Red Door von 2014 wurde auf dem International Film Festival Rotterdam gezeigt. Sein erster abendfüllender Spielfilm The Red Phallus wurde auf der Berlinale 2019 in der Sektion Generation 14plus gezeigt.

## Filmografie
- The Girl with a Red Sky (Kurzfilm, 2009)
- Sem Gi Jurwa (A Forgotten Story) (Kurzfilm, 2010)
- Taekwondo in Bhutan (Dokumentarfilm, 2011)
- The Red Door (Kurzfilm, 2014)
- The Red Phallus (2018)